# Хонда, Томору
Томору Хонда (яп. 本多灯 Хонда: Томору); род. 31 декабря 2001, Иокогама) — японский пловец, серебряный призёр Олимпийских игр 2020 года в Токио, чемпион мира, чемпион Азиатских игр.

## Карьера
Пример старшего брата, который занимался плаванием, привёл Томору в этот вид спорта. Он стал тренироваться на Арене Tsukimino.
В 2019 году Томору выиграл серебряную медаль на чемпионате мира по плаванию среди юниоров на дистанции 200 м баттерфляем.
В 2020 году он впервые выиграл чемпионат Японии на дистанции 200 метров баттерфляем.
На Чемпионате Японии 2021 года, который стал национальным отборочным турниром на Олимпийские игры в Токио, Томору победил на дистанции 200 метров баттерфляем, установив новый национальный рекорд 1:54,88.
На летних Олимпийских играх 2020 года, которые состоялись летом 2021 года, Хонда на дистанции 200 метров баттерфляем, проплыл за 1:53,73, завоевав олимпийскую серебряную медаль, устпил только чемпиону венгру Кристофу Милаку.
На чемпионате Японии 2022 года в коротких бассейнах Томору установил мировой рекорд на своей любимой дистанции 200 м баттерфляй с результатом 1:46.85, опередив прежнего держателя рекорда, своего соотечественника Дайя Сэто более чем на 3 секунды.